# Essertines-sur-Yverdon
Essertines-sur-Yverdon är en ort och kommun i distriktet Gros-de-Vaud i kantonen Vaud, Schweiz. Kommunen har 1 104 invånare (2023).